# Yahaya Mohammed
Yahaya Mohammed (Acra, Ghana, 17 de febrero de 1988) es un futbolista ghanés. Juega de mediocampista o delantero y su equipo actual es el Aduana Stars de la Liga Premier de Ghana.

## Selección nacional
Ha sido internacional con la selección de fútbol de Ghana en 5 ocasiones. En agosto de 2007, Claude Le Roy lo convocó por primera vez a la selección absoluta para encarar un partido amistoso contra Senegal en Londres.

### Participaciones con la selección
| Torneo                               | Sede      | Resultado      |
| ------------------------------------ | --------- | -------------- |
| Campeonato Africano de Naciones 2011 | Gabón     | Fase de grupos |
| Campeonato Africano de Naciones 2014 | Sudáfrica | Subcampeón     |

## Clubes
| Club                           | País     | Año           |
| ------------------------------ | -------- | ------------- |
| Tema Youth                     | Ghana    | 2006-2007     |
| Niza (cesión)                  | Francia  | 2007-2008     |
| Real Tamale United             | Ghana    | 2008-2009     |
| Wa All Stars (cesión)          | Ghana    | 2009-2010     |
| Real Tamale United             | Ghana    | 2010-2011     |
| Asante Kotoko                  | Ghana    | 2011-2012     |
| Amidaus Professionals (cesión) | Ghana    | 2012-2013     |
| Asante Kotoko                  | Ghana    | 2013-2015     |
| Aduana Stars                   | Ghana    | 2015-2016     |
| Murciélagos                    | México   | 2016          |
| Aduana Stars                   | Ghana    | 2016          |
| Azam                           | Tanzania | 2017          |
| Aduana Stars                   | Ghana    | 2018-Presente |

## Palmarés

### Campeonatos nacionales
| Título                | Club          | País  | Año  |
| --------------------- | ------------- | ----- | ---- |
| Liga Premier de Ghana | Asante Kotoko | Ghana | 2012 |
| Liga Premier de Ghana | Asante Kotoko | Ghana | 2014 |
| Supercopa de Ghana    | Aduana Stars  | Ghana | 2018 |